# Transkulturell vergleichende Politische Theorie
Die Transkulturell vergleichende Politische Theorie ist eine junge Forschungsrichtung innerhalb der Politikwissenschaft, die sich die vergleichende Analyse politischer Ideen und Konzepte in verschiedenen Kulturkreisen zur Aufgabe gemacht hat. Das Hauptaugenmerk liegt auf transkulturellen Wechselwirkungen und Verflechtungsprozessen.

## Hintergrund
1997 etablierte Fred Dallmayr in den USA mit der Comparative Political Theory (CPT) ein Forschungsfeld, das sich vor dem Hintergrund der Globalisierung mit der vergleichenden Analyse politischer Ideen aus unterschiedlichen Weltregionen und Kulturkreisen befasst. Für Dallmayr stellen die heutigen globalen Märkte sowie die Fortschritte im Bereich der Kommunikation eine Herausforderung für den klassischen Kanon der Politischen Theorie dar. Die Comparative Political Theory stellt Konzepte wie den Eurozentrismus in Frage und verspricht sich von einer daraus resultierenden Dezentrierung neue Erkenntnisse.
Als Reaktion auf die Forschungsbestrebungen in den USA hat sich im September 2011 die Forschungsgruppe Transkulturell vergleichende Politische Theorie unter dem Dach der Deutschen Vereinigung für Politikwissenschaft (DVPW) in Göttingen konstituiert. Damit wurde innerhalb der deutschen Politikwissenschaft eine Basis für Wissenschaftler geschaffen, die sich mit dem politischen Denken befassen, das den westlichen Kanon überschreitet.

## Ziele
Laut eigener Aussage verfolgt man das Ziel einer Erweiterung des westlichen Kanons durch das Sammeln von Informationen über die politische Denkweise in nicht-westlichen Gesellschaften sowie durch die Untersuchung transkultureller Interaktionen vor dem Hintergrund verschiedener Aspekte politischen Denkens. Unter dem Begriff des politischen Denkens versteht man die gegenwärtigen politischen Theorien und Diskurse von Wissenschaftlern, politischen Akteuren, der politischen Philosophie und der politischen Ideengeschichte. 
Im Gegensatz zu anderen Forschungsrichtungen verfolgen die Wissenschaftler einen offen Ansatz, weshalb das Forschungsfeld als breit und dynamisch bezeichnet werden kann. Dies zeigt sich auch an der Kombination verschiedener Forschungsansätze, wie der interkulturellen Philosophie und der postkolonialen Theorie mit klassischen politiktheoretischen sowie ideengeschichtlichen Inhalten und Methoden. Auch die Zusammenarbeit mit Regionalwissenschaften ist ein Bestandteil, da Sprachbarrieren und fremde gesellschaftliche Kontexte als Schwierigkeiten ausgemacht wurden. 
Die Verknüpfung der beiden Ansätze – transkulturell und vergleichend – wird damit begründet, „dass ein Vergleich ohne Berücksichtigung der Verflechtungsdimension epistemisch und historisch naiv, die Darstellung der Verflechtung dagegen ohne vergleichendes Moment politiktheoretisch blind für existierende Unterschiede“ sei. Der einfache Vergleich zweier Kulturen wäre folglich stets durch einen Ethnozentrismus gekennzeichnet. Vertreter dieser neuen Forschungsrichtung kritisieren die politiktheoretische Lehre für ihren „üblichen Kanon […], der Perspektiven marginalisiert, die in Zukunft von zunehmender Bedeutung für das Fach sein werden.“

## Anwendung
Als Beispiel der transkulturell vergleichenden Politischen Theorie nennt Sophia Schubert die Frage, ob Demokratie derzeit von Bürgern weltweit eher ähnlich oder unähnlich aufgefasst wird. Ihre Forschung basiert auf den Daten der World Values Surveys und zeigt, dass es eine weit verbreitete Grundkonzeption der Demokratie gibt, auch wenn sich Unterschiede zeigen. Ein weiteres Beispiel ist ein von Kai Marchal und Carl K.Y. Shaw herausgegebener Sammelband, in dem die Rezeption des Denkens von Carl Schmitt und Leo Strauss in der chinesischen Welt kritisch dargestellt und auf ihr transkulturelles Potential hin untersucht wird.

## Kritik
Wissenschaftler sehen in der derzeitigen Offenheit und Vielfalt der noch jungen Transkulturell vergleichenden Politischen Theorie zugleich deren Attraktivität, als auch die Gefahr zur Desintegration. So handle es sich bei den Analyseobjekten oftmals um die großen Theorietraditionen, das Denken einzelner Autoren oder aktuelle Diskussionen. Eine explizite Benennung und Begründung der Analyseobjekte finde allerdings noch nicht statt. Im Hinblick auf die Analysemethoden müsse der Stellenwert des Vergleichs und die mögliche Integration und Kombination quantitativer und qualitativer Methoden geklärt werden. Hinsichtlich des Erkenntnisinteresses bleibe auch die Frage offen, ob es sich hauptsächlich um Kritik am Eurozentrismus der Politischen Theorie, um die Erweiterung des westlichen Kanons oder um den Versuch einer Reform der Vergleichenden Politikwissenschaft handle.